# Рацлавиці (Підкарпатське воєводство)
Рацлавиці (пол. Racławice) — село в Польщі, у гміні Нисько Ніжанського повіту Підкарпатського воєводства.
Населення — 1361 особа (2011).

## Демографія
Демографічна структура станом на 31 березня 2011 року:
|          | Загалом | Допрацездатний вік | Працездатний вік | Постпрацездатний вік |
| -------- | ------- | ------------------ | ---------------- | -------------------- |
| Чоловіки | 657     | 139                | 439              | 79                   |
| Жінки    | 704     | 120                | 425              | 159                  |
| Разом    | 1361    | 259                | 864              | 238                  |